# 非洲秧鸡
是鹤形目秧鸡科非洲秧鸡属（学名：Crecopsis）的唯一一种鸟类。
非洲秧鸡体重约119克，翼长约121.2毫米，嘴峰长约25.1毫米，喙宽度约3.6毫米，喙厚度约6.9毫米，跗蹠长约43毫米，尾长约38.4毫米。非洲秧鸡是候鸟，其栖息在半开放的湖泊、沼泽等湿地环境中，食性为肉食性。
非洲秧鸡分布于撒哈拉以南的非洲。该物种是单型物种，没有亚种分化。